# Primærrute 25
De Primærrute 25 is een hoofdweg in Denemarken. De weg loopt van Tønder naar Kolding. De Primærrute 25 loopt over het schiereiland Jutland en is ongeveer 72 kilometer lang.